# Evangelische Kirche zur Paulshöhe

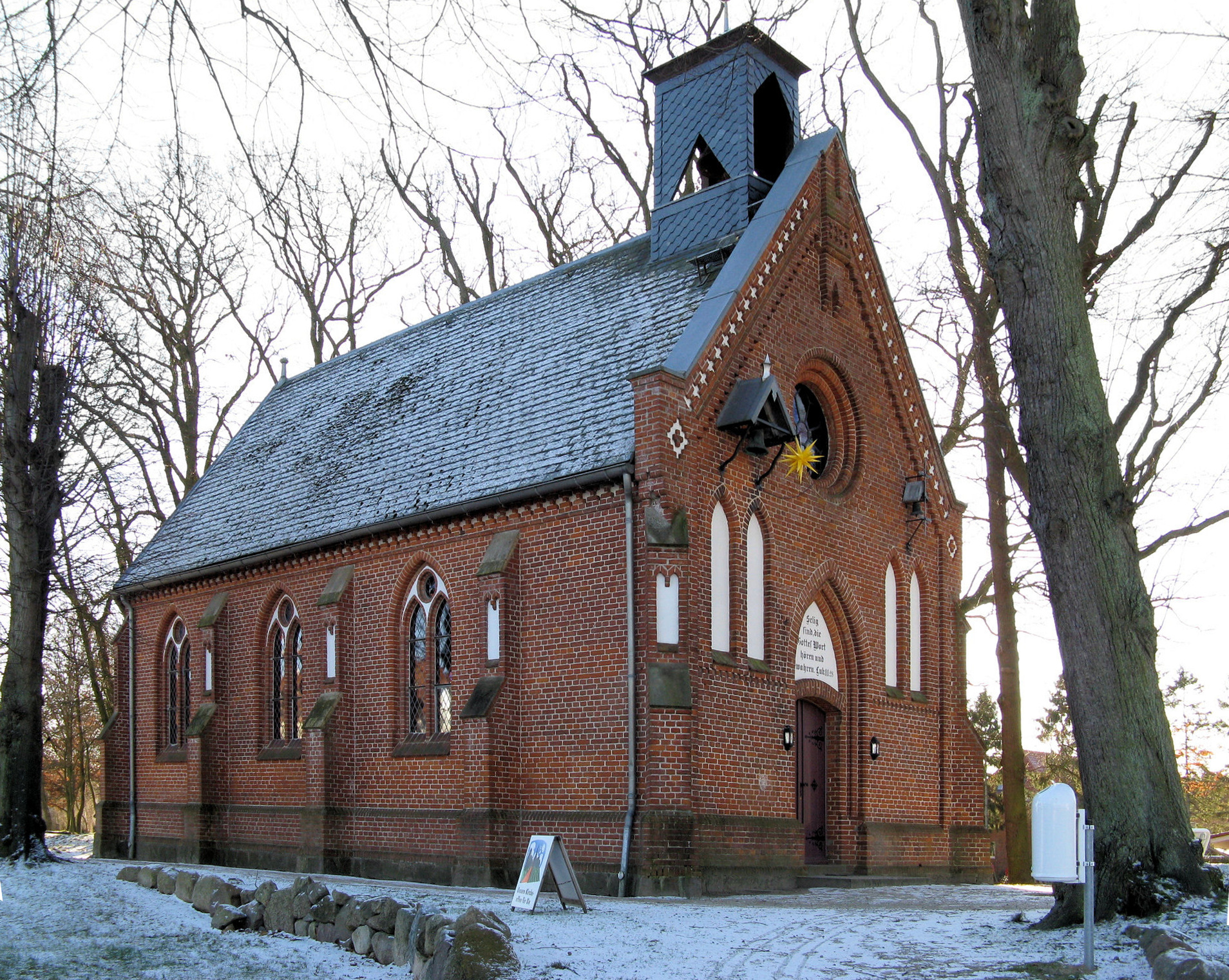
Die Kirche zur Paulshöhe

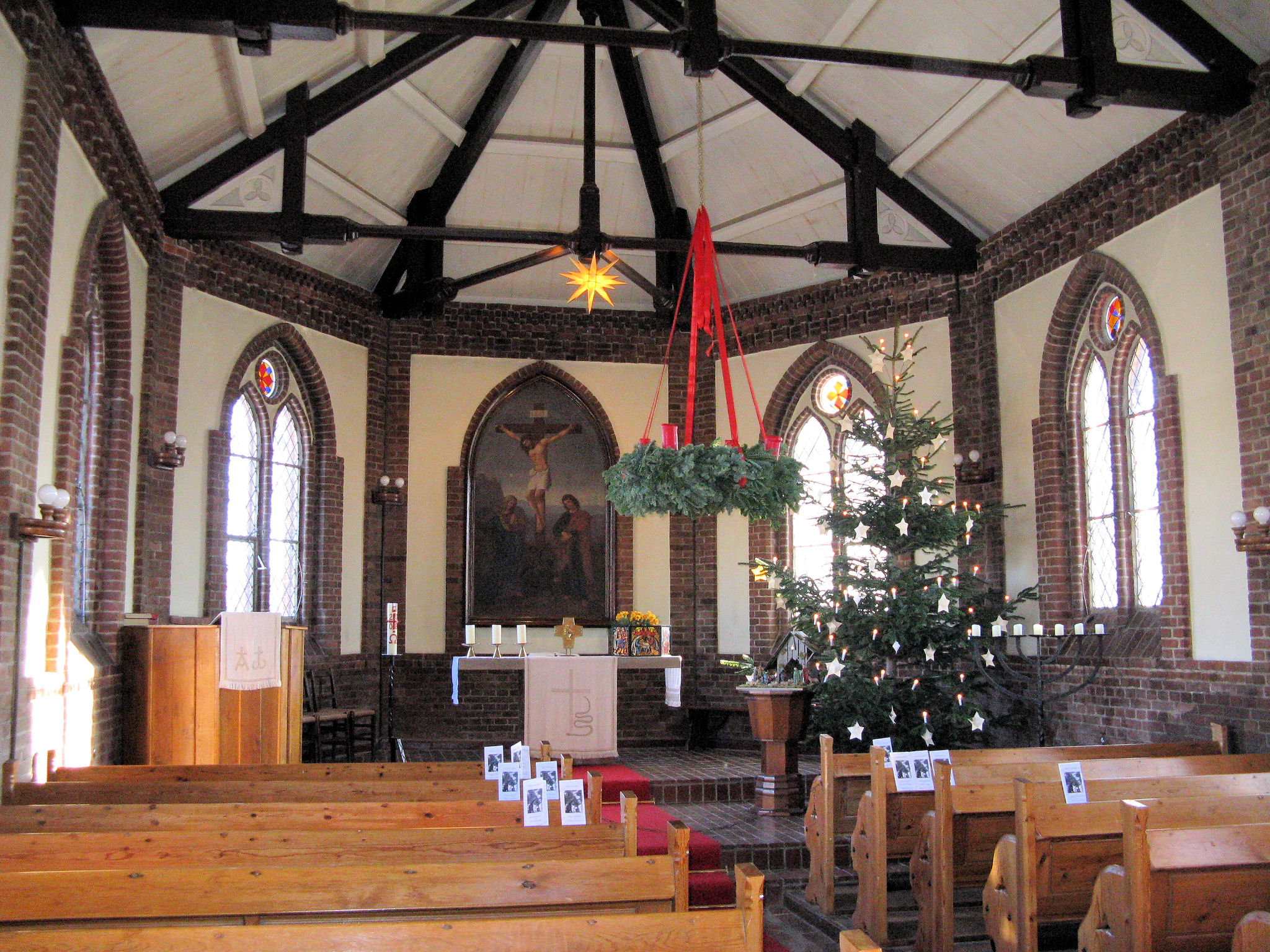
Innenansicht

Die Evangelische Kirche zur Paulshöhe, ursprünglich eine Kapelle, ist ein denkmalgeschütztes Kirchengebäude in Boltenhagen im Landkreis Nordwestmecklenburg (Mecklenburg-Vorpommern).

## Geschichte und Architektur
Das Gebäude steht am Ende einer Düne auf der Paulshöhe, es wurde von 1872 bis 1873 nach Plänen von Helmuth Brunswig errichtet. Der neugotische rechteckige Backsteinbau schließt dreiseitig.
Von der ursprünglichen Ausstattung ist erhalten:
- das Altargemälde mit der Kreuzigungsszene (1873).
- die Taufschale (1948) stellt die Wolke der Zeugen dar.
- die 1879 gegossene Glocke im Westgiebel und die im Dachreiter aus den 1950er Jahren.
- der vergoldete Silberkelch (Anfang des 17. Jahrhunderts)
- die vergoldete Patene aus Silber (1679).

Nordöstlich der Kapelle erinnert ein Gedenkstein an das Hochwasser vom 12. zum 13. November 1872. Fast der gesamte Ort wurde zerstört. Ein weiterer Gedenkstein erinnert an den Wismarer Pastor Johann Joachim Hartwig Meyer, der seit 1830 in Boltenhagen Urlaub machte und für die Entwicklung Boltenhagens zum Seebad und auch für den Kirchenbau von großer Bedeutung ist.

## Gemeinde
Die Kapelle Boltenhagen gehörte anfangs zur Pfarrkirche in Klütz. Später eigenständige Kirchengemeinde, sind die Kirchgemeinden Klütz und Boltenhagen heute wieder dauerhaft verbunden und gehören zur Kirchenregion Grevesmühlen, Propstei Wismar im Kirchenkreis Mecklenburg der Evangelisch-Lutherischen Kirche in Norddeutschland.